# Darchula (distrito)
Darchula é um distrito da zona de Mahakali, no Nepal. Tem a sua sede na cidade de Darchula, tem uma área de 2322 km² e em 2001 tinha uma população de 121 996 habitantes.